# Partito dei Lavoratori Polacchi
Il Partito dei Lavoratori Polacchi (in polacco Polska Partia Robotnicza, PPR) è stato un partito comunista polacco fondato nel 1942 come una ricostituzione del Partito Comunista di Polonia e dissoltosi nel 1948, allorché confluì, insieme al Partito Socialista Polacco, nel Partito Operaio Unificato Polacco.

## Storia

### Crisi del Partito Comunista di Polonia
Fondato nel 1919, il Partito Comunista di Polonia (KPP) fu tra le principali forze politiche comuniste durante i primi anni della Seconda Repubblica Polacca, tuttavia le posizioni alle quali aderirono i suoi membri (Maria Koszutska, Adolf Warski, Maksymilian Horwitz, Edward Próchniak) portarono ad una difficile relazione con il Partito Comunista Russo (bolscevico) di Iosif Stalin nel 1923–1924. L'Internazionale Comunista (Comintern) biasimò il KPP per aver sostenuto nel 1926 il colpo di Stato di maggio di Józef Piłsudski. Dal 1933, il Partito iniziò ad essere considerato con sospetto dal Comintern, che vedeva nelle sue strutture interne le infiltrazioni dei servizi segreti polacchi. Tra il 1935 e il 1936, numerosi membri del KPP in Unione Sovietica furono arrestati e condannati a morte dopo esser stati sospettati di spionaggio e trotskismo. In Polonia, i comunisti furono perseguitati e spesso imprigionati dal regime della Sanacja: molti degli iscritti al KPP sfuggiti alle persecuzioni formarono un primo nucleo di una possibile nuova dirigenza comunista, tra questi vi erano Bolesław Bierut, Władysław Gomułka, Edward Ochab, Stefan Jędrychowski e Aleksander Zawadzki.
Durante le grandi purghe, settanta iscritti e membri candidati del Comitato centrale del KPP furono arrestati o condotti con la forza in Unione Sovietica per esser fucilati o inviati nei campi di lavoro. Il Comintern ordinò lo scioglimento e la liquidazione del Partito Comunista Polacco nel 1938.

### Seconda guerra mondiale

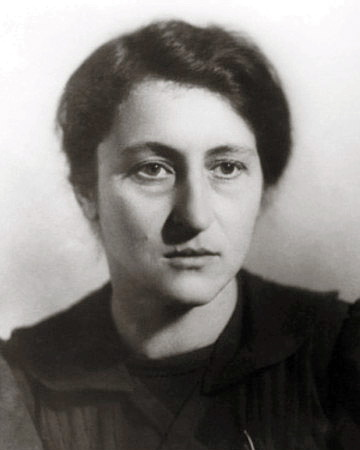
Wanda Wasilewska

Nel settembre 1939 iniziò la campagna di Polonia e i territori del Paese furono spartito tra la Germania nazista e l'URSS. Il 20 giugno 1940, Stalin ricevette al Cremlino Wanda Wasilewska, cittadina naturalizzata sovietica e leader formale dei comunisti polacchi, per discutere della situazione. Con l'aiuto del Partito Comunista Sovietico, le basi delle istituzioni civili e militari dei comunisti polacchi furono create in Unione Sovietica. Gli incarichi principali furono inizialmente assunti da Wanda Wasilewska e dall'ufficiale polacco Zygmunt Berling. A partire dall'ottobre del 1940, Berling guidò un gruppo di ufficiali polacchi con l'intenzione di creare una divisione polacca all'interno dell'Armata Rossa sovietica.
Nel 1941, le relazioni tra l'Unione Sovietica e il Governo polacco in esilio del primo ministro Władysław Sikorski si normalizzarono in seguito all'Operazione Barbarossa del 1941 invasione tedesca dell'URSS e alla firma del trattato Sikorski–Majskij, che includeva il riconoscimento da parte sovietica del Governo in esilio. Con l'appoggio delle potenze alleate, fu creato un esercito polacco in Unione Sovietica che fu presto trasferito in medio oriente e posto sotto il comando di Władysław Anders. Intanto, Stalin iniziò nell'estate del 1941 a chiedere la collaborazione dei polacchi comunisti e di quelli residenti in Unione Sovietica, avviando ad agosto delle trasmissioni radiofoniche in lingua polacca per incitare i polacchi alla resistenza antitedesca e incondizionata. Alcuni ufficiali del periodo prebellico furono trasferiti nella Polonia sotto il Governatorato Generale per organizzare cospirazioni contro i nazisti, mentre i comunisti lavorarono nell'URSS per organizzare un nuovo movimento comunista polacco. Tra i gruppi comunisti che divennero attivi in Polonia dopo l'Operazione Barbarossa vi era l'Unione per la lotta di liberazione (in polacco Związek Walki Wyzwoleńczej), con Marian Spychalski nella leadership. Nel settembre del 1941 vi fu un tentativo fallito di portare gli attivisti dall'URSS in Polonia, ma verso la fine di dicembre un gruppo di comunisti polacchi che comprendeva Marceli Nowotko, Paweł Finder, Bolesław Mołojec e Małgorzata Fornalska, riuscì a raggiungere il territorio polacco. Stalin diede quindi il consenso per creare un nuovo partito comunista polacco.

#### Nascita del Partito

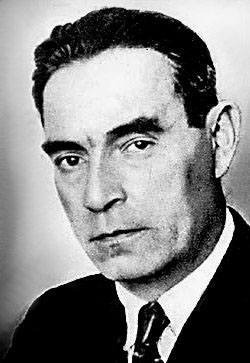
Marceli Nowotko, primo segretario del PPR.

Nella società polacca, i comunisti avevano sempre avuto un sostegno marginale sin dalla creazione del primo KPP, quindi per evitare eventuali connotazioni negative fu deciso di non includere l'aggettivo "comunista" nel nome del partito. Il 5 gennaio 1942 fu fondato a Varsavia il Partito dei Lavoratori Polacchi (PPR) come una prosecuzione del disciolto Partito Comunista Polacco, attirando anche nuovi attivisti comunisti. Il PPR operava sotto il Comitato centrale guidato dal segretario Marceli Nowotko ed inizialmente fu proposto un programma di sinistra e democratico. Nell'estate del 1942 il partito, le cui azioni erano concentrate principalmente nel Governatorato generale, aveva raggiunto circa 6.000 membri. Nel 1942, fu creata la sezione giovanile, ovvero l'Unione per la lotta dei giovani (in polacco Związek Walki Młodych), e successivamente la Gwardia Ludowa (lett. "Guardia del popolo"), ramo armato del PPR guidato da Bolesław Mołojec e Franciszek Jóźwiak. La Guardia si occupò della resistenza a Varsavia e organizzò i gruppi partigiani nelle campagne, dedicandosi ad attività di sabotaggio delle linee di comunicazione tedesche.
Il 28 novembre 1942, Nowotko fu ucciso in circostanze misteriose e Bolesław Mołojec divenne il nuovo segretario. Il PPR, presentatosi come un fronte patriottico polacco antinazista, distribuì nel dicembre del 1942 un manifesto stampato a Mosca e intitolato Do robotników, chłopów i inteligencji polskiej, do wszystkich patriotów polskich! (lett. "Ai lavoratori contadini e all'intelligencija, a tutti patrioti polacchi"), nel quale fece un appello alla lotta senza compromessi contro l'occupante tedesco. e presentò un programma di sinistra e democratico. Il 31 dicembre 1942 Mołojec fu condannato a morte dal partito dopo esser stato sospettato per la morte di Nowotko. Nel gennaio 1943, fu creato un segretariato composto da Paweł Finder, Władysław Gomułka e Franciszek Jóźwiak.
Nel febbraio 1943, il PPR iniziò dei colloqui di cooperazione con la Delegazione governativa per la Polonia, agenzia che rappresentava il Governo in esilio nella Polonia occupata e ne gestiva l'Armia Krajowa (lett. "Esercito nazionale"). I negoziati non ebbero successo a causa dei punti di vista incompatibili dei due schieramenti.

#### Tensioni tra URSS e Polacchi
La scoperta da parte dei nazisti del massacro di Katyn' perpetrato dall'NKVD nei confronti dei prigionieri di guerra polacchi portò alla sospensione dei rapporti diplomatici tra l'URSS e il Governo polacco. La morte del premier Sikorski nel 1943 e ad altri fattori, tra cui i disaccordi sui futuri confini nazionali, provocarono un ulteriore deterioramento dei rapporti tra le due nazioni. Il 25 aprile 1943, l'Unione Sovietica ruppe i rapporti con il Governo in esilio e il PPR divenne più ostile verso le organizzazioni affiliate al governo polacco.
Dopo la morte di Sikorski, le figure più importanti del Governo in esilio a Londra erano il presidente Władysław Raczkiewicz, il neo primo ministro Stanisław Mikołajczyk ed il comandante in capo Kazimierz Sosnkowski. Durante la Conferenza di Teheran del 1943, Stalin, Franklin Delano Roosevelt e Winston Churchill determinarono la posizione geografica del futuro Stato polacco tra il fiume Oder e la Linea Curzon, senza consultare o notificare i leader polacchi. I Cecoslovacchi, in precedenza partner della Polonia per una possibile confederazione, firmarono nel dicembre 1943 un trattato d'amicizia con l'Unione Sovietica. Con le vittorie dell'Unione Sovietica sul fronte orientale, il Governo polacco iniziò a perdere l'appoggio degli Alleati.
Intanto, la guerra radicalizzò progressivamente la società polacca ed i comunisti cercarono di trarre il vantaggio dalla situazione formando una coalizione con altre forze agrarie e di sinistra. Tuttavia, il tentativo di creare un "fronte democratico" comune fallì perché i partiti rivali non avevano intenzione di cooperare con il PPR. A giugno del 1943, fu creata nell'URSS l'Unione dei Patrioti Polacchi (in polacco Związek Patriotów Polskich, ZPP; in russo Союз Польских Патриотов?, Sojuz Pol'skich Patriotov, SPP) ed era guidata da Wanda Wasilewska. Berling, Alfred Lampe, Stefan Jędrychowski, Andrzej Witos e Bolesław Drobner erano parte attiva della ZPP e collaboravano con anche con persone di diverso orientamento politico. Dopo che la chiusura dei rami delle delegazioni del governo polacco nei territori controllati dai Sovietici, la ZPP istituì con il sostegno dell'URSS un dipartimento assistenziale per riunire i Polacchi nel suo raggio d'azione.
Nel maggio del 1943 fu creata la 1ª Divisione di Fanteria Polacca "Tadeusz Kościuszko", posta sotto il comando di Berling. La divisione combatté nella battaglia di Lenino del 12-13 ottobre 1943.

#### Leadership di Gomułka e trattative
Nel novembre del 1943 Finder e Fornalska furono arrestati dalla Gestapo, che sequestrò anche le apparecchiature radio del PPR e interruppe i collegamenti tra Varsavia e Mosca. Władysław Gomułka divenne segretario del Comitato centrale del PPR il 23 novembre 1943 e Bierut entrò nel segretariato.

Il PPR pubblicò la dichiarazione O co walczymy ("Per cosa stiamo combattendo"), proclamando future elezioni democratiche, mentre al Governo in esilio e allo Stato segreto polacco furono negati il diritto di rappresentare la nazione polacca. Furono indicati inoltre i cambiamenti territoriali da attuare al termine della guerra e fu promessa la nazionalizzazione dell'industria nonché una riforma agraria.

Manifesto del PKWN.

Il Comitato centrale decise di creare il Consiglio Nazionale di Stato (in polacco Krajowa Rada Narodowa, KRN) il 1 gennaio 1944, con a capo Bolesław Bierut. La partecipazione fu estesa ai membri della fazione socialista e dei gruppi contadini. Intanto, la Guardia del popolo divenne l'Armia Ludowa (AL, lett. "Armata del popolo") e fu posta sotto il comando del generale Michał Rola-Żymierski. A partire da gennaio del 1944, le attività civili e militari dei Polacchi in Unione Sovietica furono gestite dall'Ufficio centrale dei comunisti della Polonia (in polacco Centralne Biuro Komunistów Polski; in russo Центральное бюро коммунистов Польши?, Central’noe bjuro kommunistov Pol’ši; CBKP), con membri Aleksander Zawadzki, Wanda Wasilewska, Karol Świerczewski, Jakub Berman, Stanisław Radkiewicz, Roman Zambrowski, Hilary Minc e Marian Spychalski. Alcuni tra questi avrebbero poi costituito il nucleo della fazione stalinista e filo-sovietica (con una visione internazionalista) delle futura dirigenza comunista polacca, lavorando a stretto contato con Bolesław Bierut e opponendosi alla corrente nazionalista di Gomułka.
All'inizio di gennaio del 1944, le forze sovietiche attraversarono il confine polacco del 1939. Il Regno Unito fece pressione sul Governo polacco affinché accettasse le condizioni dei Sovietici per ripristinare le relazioni diplomatiche e la cooperazione: l'URSS chiedeva il riconoscimento del confine lungo la Linea Curzon e la rimozione dei politici anti-sovietici dal Governo polacco, ma quest'ultimo rifiutò. Mikołajczyk era favorevole al compromesso con l'Unione Sovietica per preservare l'indipendenza del Paese, mentre Sosnkowski respinse ogni trattativa facendo conto di un possibile conflitto tra gli Alleati. Tuttavia, a febbraio Churchill annunciò pubblicamente il supporto del governo britannico per un confine polacco-sovietico lungo la Linea Curzon.
Dal punto di vista militare, fu creato il I Corpo polacco dalla Divisione Kościuszko per poi esser ingrandito nella 1ª Armata polacca nel marzo del 1944, rimanendo sotto il comando del generale Berling. L'armata fu incorporata nel 1º Fronte Bielorusso.
Dopo il ripristino delle comunicazioni con l'URSS, una delegazione del KRN partì verso Mosca, dove furono accolti dagli ufficiali sovietici. A giugno 1944, l'Unione dei patrioti polacchi dovette riconoscere il KRN come "il vero rappresentante della nazione polacca". Dopo l'arrivo di una seconda delegazione del KRN, i comunisti polacchi iniziarono a lavorare, assieme a Stalin e ad altri leader sovietici, su un governo esecutivo provvisorio per amministrare le terre polacche (a ovest del fiume Bug Occidentale) liberate dall'esercito sovietico e comunista polacco. Intanto, Mikołajczyk andò negli Stati Uniti d'America, dove Roosevelt gli suggerì di dialogare direttamente con i leader sovietici a Mosca. Il presidente statunitense chiese inoltre a Stalin di invitare il primo ministro polacco per ripristinare le relazioni bilaterali.
Il 22 luglio 1944 fu creato il Comitato Polacco di Liberazione Nazionale (in polacco Polski Komitet Wyzwolenia Narodowego, PKWN) nella provincia di Lublino e nel suo manifesto venne proclamata l'autorità del PKWN nella Polonia liberata, annunciando la ricostruzione su vasta scala e cambiamenti sistematici, tra cui una riforma terriera. Il socialista Edward Osóbka-Morawski fu il capo del Comitato mentre il generale Żymierski guidò il dipartimento della difesa, diminuendo così il ruolo di Berling. Molti dei rimanenti leader del PPR e del KRN lasciarono Varsavia ed entrarono nei territori controllati dai Sovietici, mentre Zenon Kliszko e pochi altri rimasero nella capitale per coordinare le attività comuniste nell'area ancora occupata dai nazisti.
Il 30 luglio Mikołajczyk arrivò a Mosca accompagnato dal ministro degli esteri Tadeusz Romer e dal presidente del Consiglio nazionale Stanisław Grabski. Stalin propose i negoziati tra le due rappresentanze polacche per la loro unificazione. Iniziarono quindi i colloqui con Bierut, Osóbka-Morawski e Wasilewska, ma Mikołajczyk ritenne inaccettabili le idee dei comunisti e le loro richieste, anche se a lui venne offerto il ruolo di primo ministro in un governo di coalizione. I leader del PKWN volevano garantire ai Polacchi filo-occidentali soltanto quattro dei diciotto seggi ministeriali discussi. Mikołajczyk riferì al delegato del governo in Polonia che i Sovietici avrebbero considerato la possibilità di stabilire relazioni diplomatiche se i Polacchi avessero prima trovato un accordo tra loro. Quindi il primo ministro, non riuscendo a convincere il proprio governo della necessità di offrire concessioni significative ai vittoriosi comunisti, credette che i leader comunisti polacchi stavano effettivamente bloccando il suo accordo con Stalin. Dopo il ritorno di Mikołajczyk a Londra, il Governo in esilio propose il proprio compromesso che prevedeva anche la partecipazione del PPR al governo, ma il PKWN rifiutò.

#### Operazione Tempest e rivolte di Varsavia

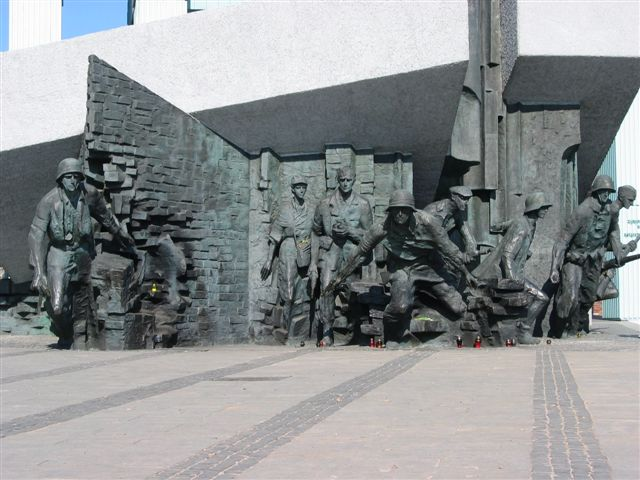
Monumento alla rivolta di Varsavia.

Nel 1944, l'assenza di relazioni diplomatiche tra Sovietici e Polacchi e l'impossibilità di condurre negoziati costrinsero la leadership polacca ad attuare azioni politiche e militari nel tentativo di creare una situazione in Polonia a loro favorevole e che l'URSS avrebbe dovuto accettare per forza. Secondo i piani dell'Operazione Tempest, le forze tedesche in ritirata avrebbero dovuto essere attaccate dall'Armia Krajowa, istituendo poi un'amministrazione civile polacca nelle aree liberate i cui membri, rappresentanti il Governo in esilio, avrebbero accolto i Sovietici come i legittimi ospiti. Di conseguenza, nella primavera e nell'estate del 1944, lo Stato segreto polacco diresse numerose operazioni militari nelle aree dove le truppe sovietiche stavano avanzando, ma si rivelarono delle sconfitte perché l'Armata rossa disarmò, arrestò e deportò i soldati dell'AK mentre gli Alleati occidentali iniziavano ad avere buone relazioni con l'URSS e non erano interessati ad indagare sulle accuse di maltrattamenti sui Polacchi o a dare loro sostegno pratico. Combattere e vincere una battaglia per Varsavia sembrava l'unica opportunità lasciata al movimento d'indipendenza polacco nazionalista.
La creazione del PKWN diede un'ulteriore motivazione per iniziare la rivolta di Varsavia del 1º agosto 1944. I Sovietici non si unirono alla battaglia e fermarono la loro offensiva. Gli insorti furono sopraffatti dai Tedeschi e il tentativo di soccorso da parte della 1ª Divisione di Fanteria dell'Armata popolare polacca di Berling finì a settembre in una cruenta sconfitta. Il generale dell'AK Sosnkowski, criticando l'assenza di un supporto effettivo da parte degli Alleati ai partecipanti alla rivolta di Varsavia, fu sollevato dal suo incarico nel settembre 1944. L'Armia Krajowa fu capitolata il 2 ottobre e Varsavia fu ampiamente demolita per ordini di Adolf Hitler, ed il Governo polacco in esilio non fu più in grado di attuare operazioni militari su larga scala in Polonia.

#### Dimissioni di Mikołajczyk's e Governo provvisorio
A ottobre, Churchill ed Anthony Eden andarono a Mosca, come anche Mikołajczyk, Grabski e Romer. Negoziarono nuovamente con Bierut, Osóbka-Morawski e Rola-Żymierski: Mikołajczyk non cedette alle pressioni britanniche e sovietiche di accettare le richieste dei comunisti. A novembre a Londra, il Governo polacco rifiutò ancora una volta il confine lungo la Linea Curzon. Inoltre, Roosevelt deluse i nazionalisti dopo aver designato i governi polacchi, britannici e sovietici come un forum adatto per le discussioni sui confini, ma il primo ministro Mikołajczyk, non in grado di convincere i suoi colleghi della necessità di ulteriori compromessi, si dimise il 24 novembre 1944. Il Governo polacco, ora guidato da Tomasz Arciszewski, non venne più considerato seriamente dagli Alleati.
Il 31 dicembre 1944, il Consiglio nazionale di stato convertì il PKWN nel Governo provvisorio della Repubblica di Polonia (in polacco Rząd Tymczasowy Rzeczypospolitej Polskiej, RTRP), con primo ministro Osóbka-Morawski. L'Unione Sovietica riconobbe la nuova istituzione e gli Alleati occidentali non obiettarono. Il KRN e l'RTRP rafforzarono gradualmente la loro posizione grazie anche all'NKVD sovietico che arrestò gli oppositori del governo comunista.
Il 21 aprile 1945, il Governo provvisorio firmò con l'URSS un trattato ventennale di amicizia, alleanza e cooperazione.

#### Sforzo bellico comunista
Le forze armate comuniste e filo-sovietiche, poste sotto l'autorità del PKWN e dopo del Governo provvisorio, furono rapidamente espanse a circa 400.000 soldati divisi in due armate. Nell'estate del 1944, la 1ª Armata polacca posizionò delle teste di ponte sulla sponda sinistra del fiume Vistola a sud di Varsavia, e ad agosto la sua 1ª Brigata corazzata combatté i Tedeschi nella battaglia di Studzianki.
Numerose operazioni militari e battaglie furono intraprese dall'Armia Ludowa e dai partigiani sovietici tra settembre e ottobre del 1944, in particolare nella provincia di Kielce. Alla fine di ottobre, sotto la guida del comandante Mieczysław Moczar, alcune unità dell'AL penetrarono le linee del fronte sovietico-polacco.
L'offensiva sovietica fu ripresa il 12 gennaio 1945 e cinque giorni dopo la 1ª Armata polacca guidata dal generale Stanisław Popławski entrò nella Varsavia ormai distrutta. I Polacchi della 1ª Armata combatterono nel 1º Fronte Bielorusso e nel mese successivo presero parte al superamento delle fortificate difese tedesche del muro della Pomerania, perdendo 6 500 soldati, e a marzo conquistarono Kołobrzeg. La 1ª Brigata corazzata combatté all'interno del 2º Fronte Belorusso e contribuì alla liberazione di Danzica e Gdynia. La 1ª Armata attraversò il fiume Oder il 16-17 Aprile e raggiunse l'Elba il 3 maggio. La sua 1ª Divisione di Fanteria "Tadeusz Kościuszko" e altre formazioni polacche presero parte alla battaglia di Berlino.
La 2ª Armata polacca, guidata dal generale Karol Świerczewski, operò con il 1º Fronte Ucraino e attraversò il fiume Neiße nella Lusazia il 16 aprile 1945, marciando poi verso Dresda dopo aver subito pesanti perdite nella battaglia di Bautzen e riuscendo a fermare una squadra di soccorso tedesca diretta verso Berlino. Contribuendo alla sconfitta del nazismo in Polonia, le due armate polacche ebbero un numero di perdite militari simili a quelle della campagna del 1939, ovvero 66 000 morti (secondo lo storico Antoni Czubiński).

### Dopoguerra

#### Governo provvisorio di unità nazionale
La sinistra polacca fu critica nei confronti della Seconda Repubblica Polacca guidata dal regime della Sanacja e auspicò la nascita di una Polonia post-bellica più giusta e democratica, nonché il ritorno alla Costituzione di Marzo del 1921. Il PPR e l'alleato Partito Socialista Polacco (PPS) accettarono tali proposte assieme alle richieste sovietiche per i territori polacchi ad est della Kresy. I sentimenti di sinistra, sempre più prevalenti nella Polonia tra il 1944 e il 1945, si mescolarono con la diffusa paura riguardo ad una Polonia dominata dall'Unione Sovietica.
Durante la Conferenza di Jalta nel febbraio del 1945, gli USA e il Regno Unito accettarono la proposta dell'URSS riguardante i confini post-bellici, ma furono contrari all'esclusione del Governo polacco in esilio a Londra dalla formazione del nuovo governo in Polonia. I leader alleati autorizzarono infine la conversione del Governo provvisorio pre-esistente nel Governo provvisorio di unità nazionale (in polacco Tymczasowy Rząd Jedności Narodowej, TRJN), con un'ampia partecipazione di forze democratiche e filo-occidentali ma senza un ruolo formale per il Governo in esilio. Il TRJN fu incaricato di indire libere elezioni sulle quali si sarebbe basato un governo polacco permanente. Per l'implementazione politica, una commissione rappresentante le tre potenze negoziò a Mosca ma i colloqui furono in stallo per molto tempo, fino a quando non partecipò l'ex primo ministro del Governo in esilio Mikołajczyk che a giugno approvò un compromesso temporaneo rivelatosi in seguito favorevole per lo schieramento comunista.
A Mosca, tra il 16 e il 21 giugno 1945, si tennero i colloqui per la composizione del TRJN: il KRN ed il Governo provvisorio furono rappresentati da sette politici (tra cui Bierut e Gomułka), gli emigrati polacchi da tre rappresentanti (incluso Mikołajczyk) e la fazione non comunista da cinque politici dalla Polonia. Mikołajczyk cercò di limitare il ruolo maggioritario dei comunisti, ma i suoi tentativi furono vani. Al Partito popolare di Mikołajczyk fu garantito il diritto di nominare ⅓ dei membri del KRN, di cui Wincenty Witos e Stanisław Grabski divennero i nuovi vice presidenti. Il 28 giugno 1945, il presidente Bierut del KRN creò il TRJN e il 5 luglio gli Stati Uniti e il Regno Unito ritirarono il riconoscimento del Governo in esilio.
Il TRJN era guidato dal primo ministro socialista Osóbka-Morawski del precedente Governo provvisorio, mentre Gomułka e Mikołajczyk furono nominati vice primi ministri. La coalizione di governo prevedeva sette membri del PPR, sei del Partito Popolare, sei del PSP e due dell'Alleanza democratica di centro. Il governo era controllato dal PPR, mentre altri politici si riconciliarono con la realtà della dominazione sovietica. Tuttavia, il partito di Mikołajczyk, consapevole della propria popolarità, contò sulla vittoria delle future elezioni parlamentari.

#### PPR nella formazione di un nuovo sistema sociopolitico
Operando all'interno della sfera d'influenza sovietica ed indipendentemente dai risultati delle imminenti elezioni, i comunisti polacchi non avevano intenzione di rinunciare al potere politico e non ne fecero alcun segreto. Ciononostante, molti di loro credevano che le riforme intraprese nell'ambito del nuovo sistema in evoluzione sarebbero rimaste popolari e avrebbero permesso loro di vincere le future elezioni.
Il PPR invocò la tradizione della lotta sociale nella Seconda Repubblica Polacca ed il partito ottenne il sostegno di molti politici di sinistra appartenenti ai movimenti contadini e socialisti. Il partito promise riforme radicali nell'ambito dell'agricoltura e della proprietà terriera, nonché la nazionalizzazione dell'industria, delle banche e del commercio. I comunisti usarono la retorica nazionalista del movimento prebellico della Democrazia Nazionale prebellica riguardo ai territori "recuperati" dopo l'occupazione tedesca.
Intorno al PPR fu creato un Blocco Democratico (in polacco Blok Demokratyczny, BD) che comprendeva fazioni filo-comuniste dei socialisti, dei movimenti agrari e di centro. Il Partito popolare di Mikołajczyk fu legalizzato e operò in modo indipendente come l'unica forza d'opposizione formale, mentre le altre formazioni politiche furono messe al bando e i loro sostenitori perseguitati.
Lo stesso PPR comprendeva fazioni diverse, che riflettevano altrettante esperienze diverse dei suoi membri. Alcuni dei leader del PPR si riferivano alla tradizione dell'Internazionale comunista, proclamavano idee internazionaliste e credevano nella stretta egemonia dell'URSS, considerata necessaria e desiderabile. Questo gruppo era guidato da Jakub Berman, Hilary Minc, Roman Zambrowski e Bolesław Bierut. Berman, Minc e Zambrowski trascorsero in Unione Sovietica il periodo della guerra e furono i leader delle organizzazioni comuniste polacche ivi formate sotto la supervisione di Stalin. Il capo del PPR Władysław Gomułka guidava una fazione favorevole all'alleanza polacco-sovietica (politicamente necessaria) se formata su basi più pragmatiche, sottolineando l'interesse nazionale polacco e perseguendo una cooperazione più limitata. Tutte le fazioni del PPR erano di fatto fortemente dipendenti e influenzate dal regime di Stalin.

#### Annessione di territori, ricostruzione e riforme socialiste
I confini orientali della Polonia non erano diventati una questione internazionale importante, poiché le potenze occidentali avevano accettato la posizione sovietica. Le decisioni relative al confine polacco-tedesco furono prese alla Conferenza di Potsdam del 1945, dove Stalin fece pressioni per la massima estensione della Polonia in Occidente, dispose che la delegazione del governo polacco presentasse il proprio punto di vista e alla fine contrastò la politica britannica che mirava a mantenere alcune delle terre in questione per il futuro stato tedesco. In Polonia, il PPR condusse una massiccia campagna di propaganda sui "territori recuperati", l'espulsione autorizzata dagli Alleati dei Tedeschi etnici e il ripopolamento della regione da parte dei polacchi "rimpatriati" dalle aree orientali perdute di Kresy. L'esatto confine orientale fu determinato nel trattato polacco-sovietico firmato il 16 agosto 1945, che definiva la controversa questione di Leopoli (la città rimase sul lato della RSS Ucraina del confine). In seguito avvenne il reinsediamento degli Ucraini che vivevano nella parte polacca.
L'insediamento e lo sviluppo nelle terre post-tedesche furono considerati una priorità assoluta ed il ministero dei Territori recuperati, istituito nel novembre 1945, fu guidato dallo stesso Gomułka. Essendo convinto dell'importanza cruciale delle aree acquisite dalla Polonia, perseguì energicamente il loro sviluppo economico e l'integrazione con il resto del paese. Dopo la guerra, i funzionari polacchi dovettero impegnarsi in complicate contrattazioni con le autorità sovietiche, che consideravano le installazioni industriali site negli ex territori tedeschi come il loro bottino di guerra e volevano portarne il più possibile nell'Unione Sovietica.
Il decreto della riforma agraria fu emanato dal PKWN il 6 settembre 1944. Oltre un milione di famiglie di contadini beneficiarono della parcellizzazione di grandi terreni e delle proprietà ex-tedesche (circa 6 milioni di ettari di terra). L'atto e la sua attuazione conclusero i vari tentativi di riforma agraria e le realizzazioni parziali risalenti al periodo della Polonia frazionata e della Seconda Repubblica Polacca. Furono create migliaia di aziende agricole statali che gestirono circa 1,5 milioni di ettari e furono intese come modelli di imprese agricole ideali. Le riforme, le cui conseguenze alterarono sostanzialmente la struttura sociale ed economica antiquata della società polacca, furono fortemente criticate dai sostenitori dell'inviolabilità dei diritti di proprietà. L'esistenza come classe sociale degli ziemiaństwo (proprietari di terreni su larga scala) fu eradicata, mentre il sistema economico del libero mercato era ancora in gran parte attivo nel paese.
Riforme di natura più moderata furono intraprese nei confronti dell'industria privata. Nel 1944-1945 si verificarono vari e spesso caotici sviluppi, tra cui il passaggio di migliaia di imprese ai consigli di fabbrica. Un successivo e acceso dibattito nazionale portò all'approvazione della legge del Consiglio Nazionale del 3 gennaio 1946, con il quale fu deciso che lo stato avrebbe rilevato le aziende che impiegavano oltre 50 persone in un determinato turno, con un risarcimento per i proprietari polacchi o stranieri (non tedeschi). Sulla base di tale statuto, 5 870 imprese furono nazionalizzate entro il 1948, mentre 15 700 furono lasciate in mani private. La pianificazione economica partì con l'istituzione dell'Ufficio centrale della pianificazione nel novembre 1945, diretto dal socialista Czesław Bobrowski. Il Comitato economico del Consiglio dei ministri era guidato da Hilary Minc. Fu avviata la ricostruzione economica della Polonia assieme ad una pianificazione per i successivi 12 anni. Tra il 1945 e il 1947, furono costruiti oltre 230 000 appartamenti residenziali nelle città e 300 000 nelle periferie, il che risultò in una popolazione diffusa in modo più uniforme e che viveva in condizioni notevolmente migliori.
Fu ripristinata l'istruzione universale obbligatoria e l'istruzione superiore divenne gratuita, ma il governo dovette prima affrontare una carenza di insegnanti necessari per l'eradicazione dell'analfabetismo e l'istituzione della scuola serale per i lavoratori dipendenti. La United Nations Relief and Rehabilitation Administration (UNRRA) fornì aiuti alimentari, vestiti e attrezzature per il popolo polacco (l'assistenza rappresentava il 22% del reddito nazionale del paese nel 1946). Nel 1947 l'inflazione salì al 38% ma fu ridotta al 4% nel 1949. Alla fine del 1946 l'economia polacca si avvicinò al livello prebellico del 1938, consentendo così la graduale interruzione del razionamento precedentemente imposto per i prodotti di consumo di massa.
La legislazione relativa al piano triennale per la ricostruzione dell'economia (in polacco Trzyletni Plan Odbudowy Gospodarki) per il 1947-1949 fu approvata dal KRN nel 1946 e confermata nell'anno successivo dalla nuova Camera dei deputati (Sejm) che sostituì il KRN dopo le elezioni legislative del 1947. Il Sejm proclamò il diritto al lavoro. La disoccupazione fu eliminata ed i salari reali aumentarono del 58% durante gli anni del piano, rimanendo però ancora indietro rispetto al livello del 1938. Nel 1947, il settore pubblico produceva il 50% del reddito nazionale, salito al 64% nel 1949. Il settore privato fu ridotto, mentre la rete delle imprese cooperative registrò una crescita significativa nel settore commerciale.

#### Persecuzione dell'opposizione
I politici polacchi affini in passato alle formazioni della Sanacja e della Democrazia Nazionale non riconobbero le nuove realtà e condussero una campagna contro le autorità comuniste, boicottando le decisioni del governo, in particolare quelle relative all'istituzione di strutture amministrative e militari. Ciò portò a conflitti e intensificò le repressioni: furono creati gli organi di sicurezza interna polacchi che, in collaborazione con le loro controparti sovietiche, si mossero per indebolire l'opposizione tramite la persecuzione e il terrore. Gli scontri politici furono accompagnati da attività armate di gruppi cospiratori antigovernativi.
La Chiesa cattolica polacca, guidata dal cardinale August Hlond fino alla sua morte nel 1948, prese posizione contro il regime e affrontò le difficoltà legate all'assenza di organizzazione nei territori recuperati. Nell'autunno del 1945, con il permesso del Vaticano, la Chiesa iniziò a creare strutture amministrative provvisorie nei territori presi dalla Germania. L'autorizzazione per l'amministrazione permanente della chiesa polacca non era imminente e l'instabilità in quest'area si aggiunse agli antagonismi esistenti tra tedeschi e polacchi.
Nell'aprile del 1946, fu formata la nuova milizia volontaria ORMO in supporto della polizia (Milicja Obywatelska), del Ministero della pubblica sicurezza (UBP), il Corpo di sicurezza interna, l'esercito polacco, l'NKVD sovietico e l'esercito sovietico per l'eliminazione l'opposizione armata nel governo. L'NKVD uccise, arrestò e usò la propaganda per reprimere e screditare gli oppositori del regime. Già durante il periodo 1944-1948, molti furono imprigionati o portati in Unione Sovietica e altri furono condannati a morte dopo processi giudiziari. L'intero sistema di sicurezza era diretto dal politico sovietico Lavrentij Berija.
Le autorità governative offrirono due amnistie per i combattenti dei gruppi della milizia dell'opposizione che inizialmente appartenevano all'ex Arma Krajowa o ad altre organizzazioni. Decine di migliaia di oppositori approfittarono delle amnistie dichiarate nel 1945 e 1947. Alcuni furono sottoposti a ulteriori procedimenti giudiziari e reclusioni, ma le amnistie posero effettivamente fine al movimento di resistenza armata anticomunista.

#### Elezioni del 1947 ed eliminazione dell'opposizione legale
L'inizio della guerra fredda fece deragliare la prevista conferenza di pace e inasprì i conflitti riguardanti la questione del confine occidentale polacco. A ovest solo la Francia aveva chiaramente confermato il suo sostegno alla Polonia nella disputa. I circoli revanscisti avevano una voce preminente in quello che stava diventando la Germania occidentale e il PPR, per ragioni esistenziali, si sentì in dovere di rafforzare la sua politica di affidamento all'Unione Sovietica. Il TRJN non riusì ad opporsi.
Il Partito dei Lavoratori rafforzò la propria posizione organizzando un referendum nel giugno 1946, inteso come un plebiscito a favore o contro il nuovo sistema. Per le elezioni, il Blocco Democratico dominato dal PPR preparò un elenco unificato di candidati; il Partito socialista polacco accettò di unirsi al blocco, ma il Partito popolare polacco, guidato da Mikołajczyk, rifiutò. Il BD fu anche osteggiato da altri gruppi, alcuni dei quali non erano registrati legalmente, mentre altri erano semi-o totalmente cospiratori e ostili al blocco.
Il referendum interrogava i cittadini sull'abolizione del Senato (la camera alta del parlamento), sulle future riforme costituzionali moderate e socialiste e sulla permanenza dei confini occidentali e settentrionali della Polonia. Il regime al potere doveva mostrare un sostegno schiacciante per il suo programma prima delle elezioni. Di conseguenza, il referendum fu condotto sotto notevoli pressioni (come una forte presenza militare e di polizia) e i risultati furono falsati per dare al Blocco Democratico quella forte maggioranza che desiderava.
Il PPR e i suoi alleati nel BD erano grandi partiti, ciascuno con un numero di iscritti superiore alle centinaia di migliaia, con il supporto dato dalla struttura sindacale composta da diversi milioni di persone e il controllo delle forze di pubblica sicurezza. Anche il grande Partito popolare invocava le connessioni occidentali della Polonia e la sua tradizione indipendentista, ricevendo l'appoggio del clero cattolico. La campagna elettorale fu dura e il PPR fu spesso sottoposto ad accuse antisemite. Data la pressione sovietica, il Blocco non avrebbe potuto semplicemente vincere le elezioni ricevendo la maggioranza dei voti ma doveva ottenere un risultato abbastanza impressionante per scopi di propaganda.
I comunisti temevano di essere sconfitti dal partito di Mikołajczyk e che tale risultato avrebbe causato una completa occupazione sovietica della Polonia. Durante la campagna elettorale, il PPR prese di mira il Partito Popolare, il principale (ma non solo) rivale elettorale del BD, arrestando i suoi candidati e negando loro l'esposizione pubblica. Furono assassinati circa 120 attivisti del partito di opposizione e anche molti membri dello stesso PPR.
Nelle elezioni legislative polacche del 1947 il BD dichiarò di aver vinto con l'80% dei voti, ma le elezioni furono considerate fraudolente. I risultati delle campagne e delle elezioni portarono all'eliminazione del Partito Popolare dalla scena politica, lasciando la Polonia senza un'opposizione funzionalmente e legalmente valida. Mikołajczyk fu costretto a fuggire dal paese nell'ottobre del 1947.

### Fusione con il PPS e nascita del Partito Operaio Unificato Polacco

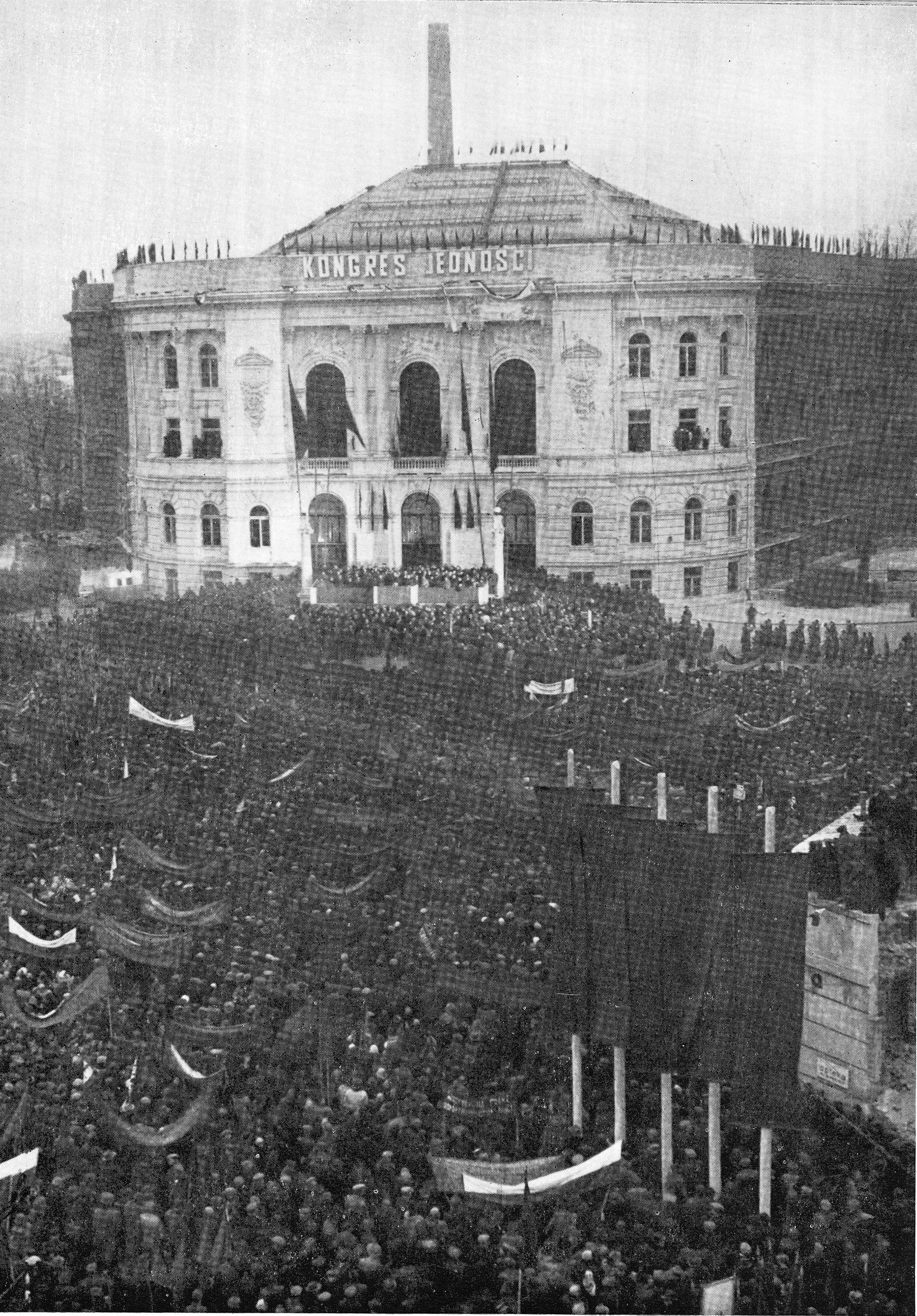
Raduno sulla Piazza del politecnico di Varsavia durante il congresso per la fusione del PPR e del PPS, 1948.

In base ai risultati elettorali annunciati, il PPS ottenne due mandati legislativi in più rispetto al PPR. La presidenza polacca è stata ristabilita dal Sejm e affidata a Bolesław Bierut, precedentemente presidente del KRN. Il socialista Józef Cyrankiewicz, un socialista, divenne il nuovo primo ministro e Gomułka fu mantenuto come vice primo ministro. Il Sejm approvò la Piccola Costituzione del 1947, mentre fu creato il Consiglio di Stato con poteri d'emergenza e sotto la guida dal presidente. Nonostante le elezioni condotte sotto il controllo comunista e l'amnistia per gli oppositori armati e politici, la situazione in Polonia subì un'ulteriore polarizzazione.
A causa della crescente divisione nella politica internazionale e dell'emergere di due blocchi (occidentale ed orientale) reciprocamente ostili, Stalin esigeva una lealtà più severa nella sfera d'influenza sovietica: furono attuate epurazioni di circoli e individui considerati ideologicamente corrotti o altrimenti inaffidabili. In Polonia, le critiche di Gomułka alle politiche sovietiche furono considerate nazionaliste, e la sua "via polacca al socialismo" non fu più tollerata dal momento che Stalin rafforzò il suo controllo sul PPR. Gomułka e il suo gruppo furono allontanati dalle posizioni più importanti e nell'agosto 1948 il Comitato Centrale insediò Bierut come segretario generale del PPR. Bierut avrebbe seguito rigorosamente l'esempio sovietico e avrebbe plasmato la società polacca sul modello stalinista.
Il PPR fece pressioni sulla rimanente fazione di sinistra del PPS per unire i due partiti. Nel dicembre del 1948, avvenne quindi la fusione e si formò il Partito Operaio Unificato Polacco (in polacco Polska Zjednoczona Partia Robotnicza, PZPR): il processo fu condotto quasi interamente in base alle condizioni imposte dal PPR; dato che allora il PPS era stato "purificato" con l'espulsione di centinaia dei suoi membri.
Il Partito Popolare Polacco riuscì a sopravvivere per un altro anno, anche se con crescenti persecuzioni. Nel 1949, i suoi ultimi membri si fusero assieme ad un partito filo-comunista per formare il Partito Popolare Unito (in polacco Zjednoczone Stronnictwo Ludowein, ZSL).
Durante i primi anni del governo comunista, la Polonia fu dichiarata "democrazia popolare" e non era ufficialmente considerata un'entità socialista per via della costituzione provvisoria del 1947 ancora in vigore. La proprietà privata e la funzionalità del libero mercato venivano quindi tollerate mentre il ruolo dello stato non era eccessivamente esposto. Dopo la nascita del PZPR, la situazione cambiò: fu approvato il piano sessennale del 1950-1956 per un forte sviluppo industriale ed incominciò la costruzione del socialismo. Nel 1952 fu approvata una nuova costituzione che proclamò la Repubblica Popolare di Polonia e, con un emendamento del 1976, il PZPR divenne costituzionalmente il partito guida dello stato socialista polacco.

## Eredità
Nel XXI secolo la sua eredità politica è stata rivendicata dal nuovo Partito Comunista di Polonia fondato del 2002.